# Выставка образцов трофейного вооружения (Москва)

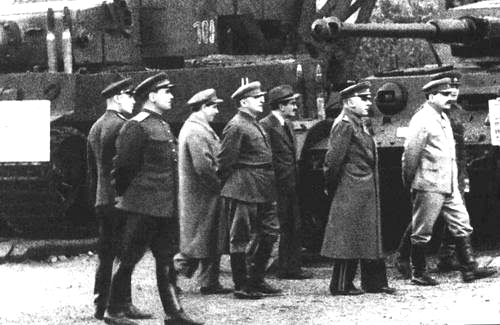
Берия, Микоян, Ворошилов, Сталин на выставке

Выставка образцов трофейного вооружения — выставка трофеев, захваченных Красной армией в ходе Великой Отечественной войны. Действовала в московском Центральном парке культуры и отдыха имени Горького в период с 22 июня 1943 года по 1 октября 1948 года. За время её существования выставку посетили более 7,5 миллионов человек.

## Создание
Постановление о создании выставки принято Государственным Комитетом Обороны 13 апреля 1943 года.
Выставка открыта 22 июня 1943 года. Начальником выставки был назначен генерал-майор Иванов.

## Экспозиция
Экспозиция делилась на шесть отделов:
- Артиллерийский;
- Авиационный;
- Автомобильный;
- Бронетанковый;
- Инженерно-технический;
- Отдел тыла.

Каждый отдел, в свою очередь, включал ряд отделений.
Крупногабаритные экспонаты — тяжёлая техника и инженерное оборудование — размещались под открытым небом в парке и вдоль набережной Москвы-реки, экспонаты меньших размеров, а также хрупкие — стрелковое вооружение, радиостанции, обмундирование, знамёна, награды — в двух крытых павильонах.